# Eri Klas

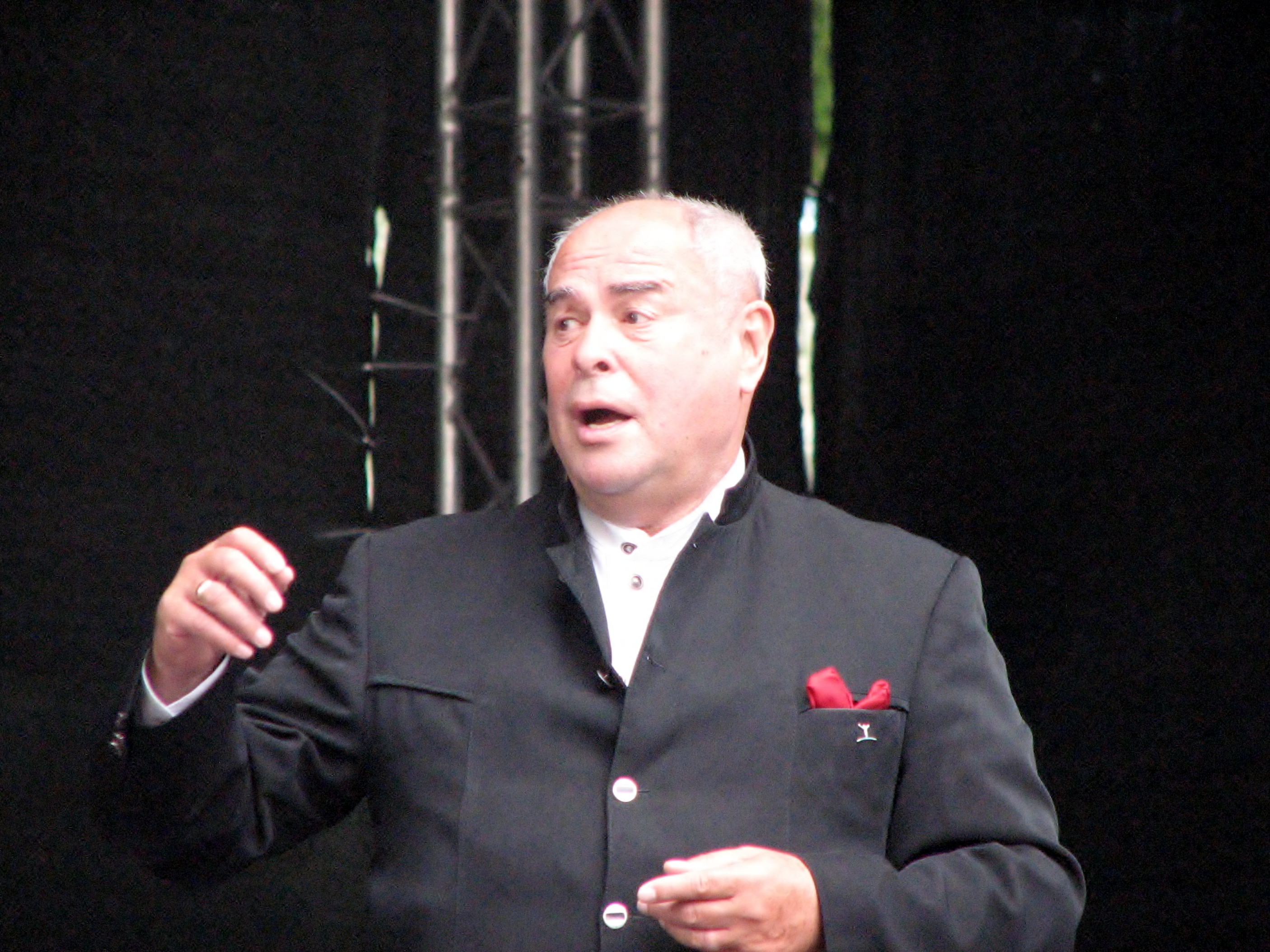
Eri Klas in 2012

Eri Klas (Tallinn, 7 juni 1939 – 26 februari 2016) was een Estisch dirigent.

## Begin van de carrière
Klas raakte enthousiast voor de muziek door zijn moeder Anna Klas, een bekend pianiste. Klas studeerde bij de componist en dirigent Gustav Ernesaks aan de Estische Academie voor Muziek en Theater in Tallinn en van 1964 tot 1967 bij Nikolaj Rabinovitsj aan het Conservatorium van Leningrad. Vanaf 1964 was hij dirigent bij de concertzaal Estonia in Tallinn. Van 1966 tot 1969 was Klas dirigent van het kamerorkest van Tallinn. Tussen 1975 en 1994 was hij eerste dirigent en artistiek leider van de Estonia-concertzaal.

## Internationale successen
Van 1985 tot 1989 werkte Klas als chef-dirigent bij de Koninklijke Opera in Stockholm. Van 1990 tot 1996 leidde hij het Symfonieorkest van Aarhus in Denemarken. Van 1996 tot 2003 was hij chef-dirigent van het Nederlandse Radio Symfonie Orkest en tussen 1998 en 2006 tevens van het Filharmonisch Orkest van Tampere. Sinds 2006 was hij chef-dirigent van het nieuwe operatheater Kolobow in Moskou.
Klas was van 1993 tot 1997 docent aan de Sibelius-Akademie in Helsinki. Hij maakte ook een groot aantal opnamen, onder andere van de muziek van Arvo Pärt. Klas was bovendien dirigent van de Estische zangfeesten.
Sinds 1 juni 1999 was Klas ambassadeur voor UNICEF. Tussen 1989 en 2010 was hij lid van het Estisch Olympisch Comité, waarvan hij vervolgens tot zijn dood erelid was.

## Privé
Klas was aanvankelijk getrouwd met de Estische sopraan en actrice Nieves Klas (geboren Lepp). Het paar kreeg een dochter geboren in 1967. Daarna trouwde Klas nog twee maal.
- Bibsys: 2048626
- Bibliothèque nationale de France: cb13941113t (data)
- CiNii: DA09747854
- Gemeinsame Normdatei: 122873726
- International Standard Name Identifier: 0000 0000 8387 6593
- Library of Congress Control Number: n86871758
- Nationale Bibliotheek van Letland: 000228035
- MusicBrainz: c8db85b3-59c2-4baf-b9cf-4f4e6964059e
- Nationale bibliotheek van Australië: 35372671
- Nationale Bibliotheek van Israël: 987007515145905171
- Nederlandse Thesaurus van Auteursnamen: 105211419
- Réseau des bibliothèques de Suisse occidentale: 02-A003457611
- LIBRIS: 220193
- Système universitaire de documentation: 085647764
- Trove: 929661
- Virtual International Authority File: 61736385
- WorldCat: E39PBJqqxrjYg7fV7MJQJCJqwC